# Mahmoud Namdjou
Mahmoud Namdjou (in persiano محمود نامجو‎; Rasht, 22 settembre 1918 – Teheran, 21 gennaio 1989) è stato un sollevatore iraniano.
Ha partecipato a tre edizioni dei Giochi Olimpici dal 1948 al 1956, vincendo due medaglie.

## Palmarès

### Olimpiadi
- Argento a Helsinki 1952 nei pesi gallo.
- Bronzo a Melbourne 1956 nei pesi gallo.

### Mondiali
- Oro a Scheveningen 1949 nei pesi gallo.
- Oro a Parigi 1950 nei pesi gallo.
- Oro a Milano 1951 nei pesi gallo.
- Argento a Vienna 1954 nei pesi gallo.
- Bronzo a Monaco di Baviera 1955 nei pesi gallo.
- Bronzo a Teheran 1957 nei pesi gallo.

### Giochi asiatici
- Oro a New Delhi 1951 nei pesi gallo.
- Argento a Tokyo 1958 nei pesi gallo.

### Campionati asiatici
- Argento a Teheran 1957 nei pesi gallo.